# Sutorius eximius
A Sutorius eximius é uma espécie de fungo da família Boletaceae. Originalmente descrito em 1874 como uma espécie de Boletus, o fungo também foi classificado no gênero Leccinum [en] por causa das crostas no estipe, ou em Tylopilus [en] por causa da cor da esporada. A análise genética molecular revelou que o boleto era separado de ambos os gêneros e merecia ser colocado em um novo gênero. O gênero Sutorius foi criado para conter esse boleto e a espécie australiana S. australiensis, intimamente relacionada.
Esse boleto produz basidiomas de cor púrpura escura a marrom chocolate com um píleo liso, um estipe finamente escamoso e uma esporada marrom-avermelhada. Os poros minúsculos na parte inferior do píleo são de chocolate a marrom-violeta. É amplamente distribuída, tendo sido registrada na América do Norte, América do Sul e Ásia, onde cresce em uma relação micorrízica com árvores coníferas e decíduas.
Embora o boleto já tenha sido considerado comestível, nos guias de campo modernos recomenda-se cautela ao considerar esse boleto para a mesa depois que vários envenenamentos foram relatados no nordeste da América do Norte. Os sintomas incluem distúrbios gastrointestinais graves com vômito, diarreia e náusea que geralmente duram menos de 24 horas.

## Taxonomia
A espécie foi originalmente descrita como Boletus robustus pelo micologista americano Charles Christopher Frost em 1874, a partir de espécimes coletados em Vermont, EUA. Ele observou que o píleo era "cor de chocolate, carnudo e tão suculento que é difícil de secar e preservar". O nome atribuído por Frost, no entanto, é um homônimo ilegítimo de um nome usado anteriormente para uma espécie diferente por Miles Joseph Berkeley em 1851. Charles Horton Peck publicou o novo nome Boletus eximius para a mesma espécie em 1887. William Alphonso Murrill transferiu a espécie para Ceriomyces em 1909, mas esse gênero não é mais reconhecido, tendo sido em grande parte incluído em Boletus.

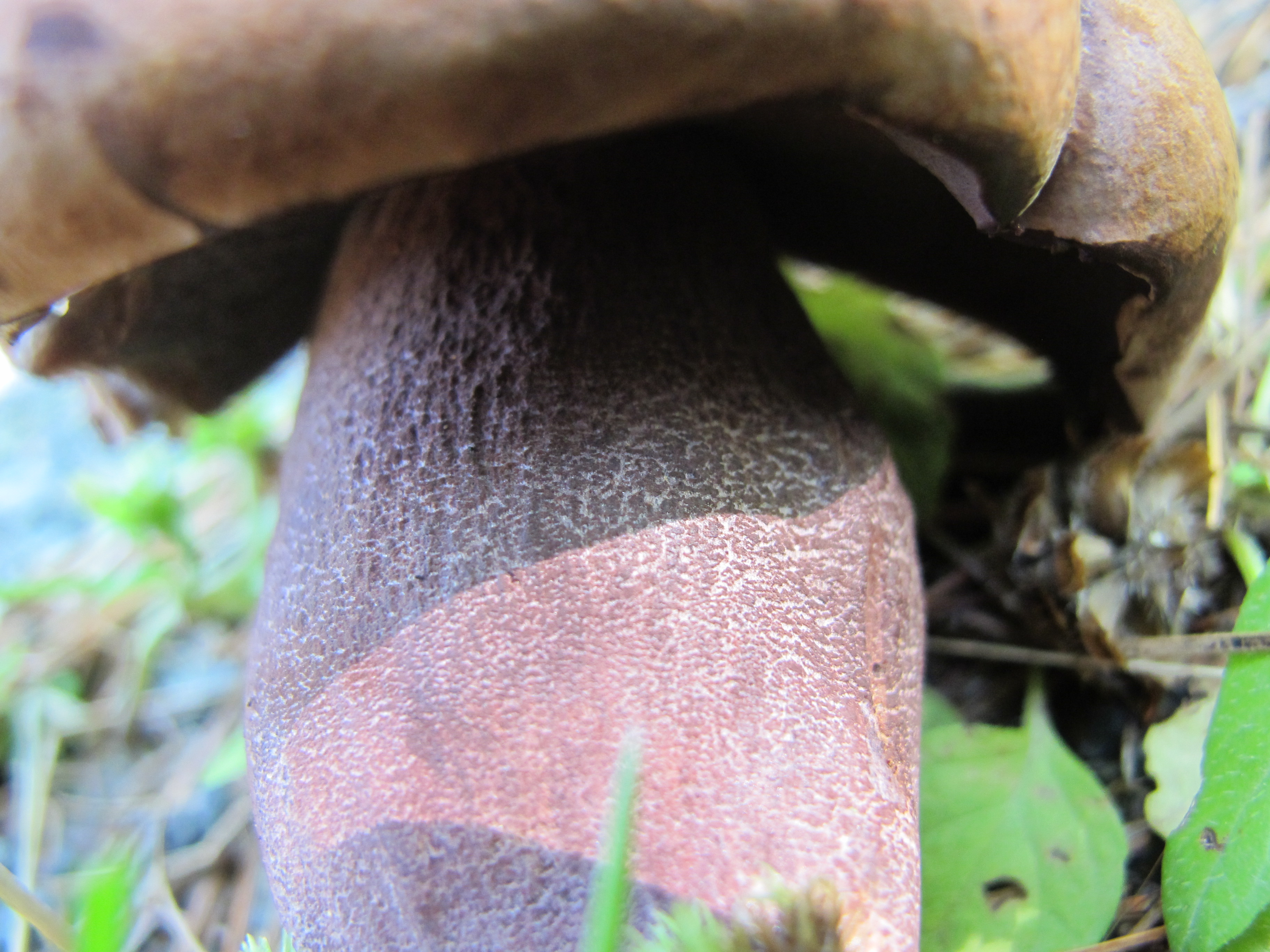
As crostas na superfície do estipe são distintas das de Leccinum.

Várias autoridades trataram o táxon como Boletus, Leccinum ou Tylopilus, dependendo das características morfológicas que consideraram mais significativas. Rolf Singer inicialmente considerou a espécie mais apropriadamente colocada em Tylopilus por causa da esporada marrom-avermelhada, uma opinião taxonômica compartilhada por Alexander H. Smith e Harry Thiers, que escreveram "No que concerne a se a espécie deve ou não ser colocada em Leccinum, só podemos dizer que a cor da ornamentação do estipe é meramente um reflexo da cor do estipe". Smith e Harry Thiers, que escreveram: "Quanto ao fato de a espécie dever ou não ser colocada em Leccinum, só podemos dizer que a cor da ornamentação do estipe é meramente um reflexo da cor do estipe em geral e que ele não muda de cor em um padrão característico à medida que envelhece. Por essa razão, nós a excluímos de Leccinum e concordamos com Singer que se trata de um Tylopilus". Posteriormente, entretanto, Singer considerou que a ornamentação um tanto escamosa do estipe justificava a colocação em Leccinum. René Pomerleau havia anteriormente (1959) colocado a espécie em Leccinum, mas essa transferência foi inválida, pois nenhum basônimo foi especificado.
Roy E. Halling designou um espécime lectótipo em 1983 a partir das coleções originais de Frost. As primeiras evidências moleculares sugeriam que o boleto era geneticamente distinto dos gêneros nos quais havia sido colocado anteriormente. Em 2012, Halling e seus colegas publicaram evidências moleculares indicando que a espécie não pertencia a Tylopilus ou Leccinum, pois não compartilhava um ancestral comum recente com nenhum desses gêneros. Reconhecendo sua distinção genética e morfológica, eles criaram o gênero Sutorius, com S. eximius como espécie-tipo. A partir de 2015, a única outra espécie em Sutorius é S. australiensis, encontrada na Austrália.
O nome do gênero Sutorius é derivado da palavra em latim para "sapateiro" (sutor), referindo-se à profissão de Charles Frost. O epíteto específico eximius significa "distinto" ou "excelente em tamanho e beleza". Embora o motivo de Frost ter usado esse nome não seja conhecido com certeza, Peter Roberts e Shelley Evans especulam: "Talvez tenham sido as cores marrom-violeta, que são bastante atraentes de uma maneira formal do século XIX".

## Descrição

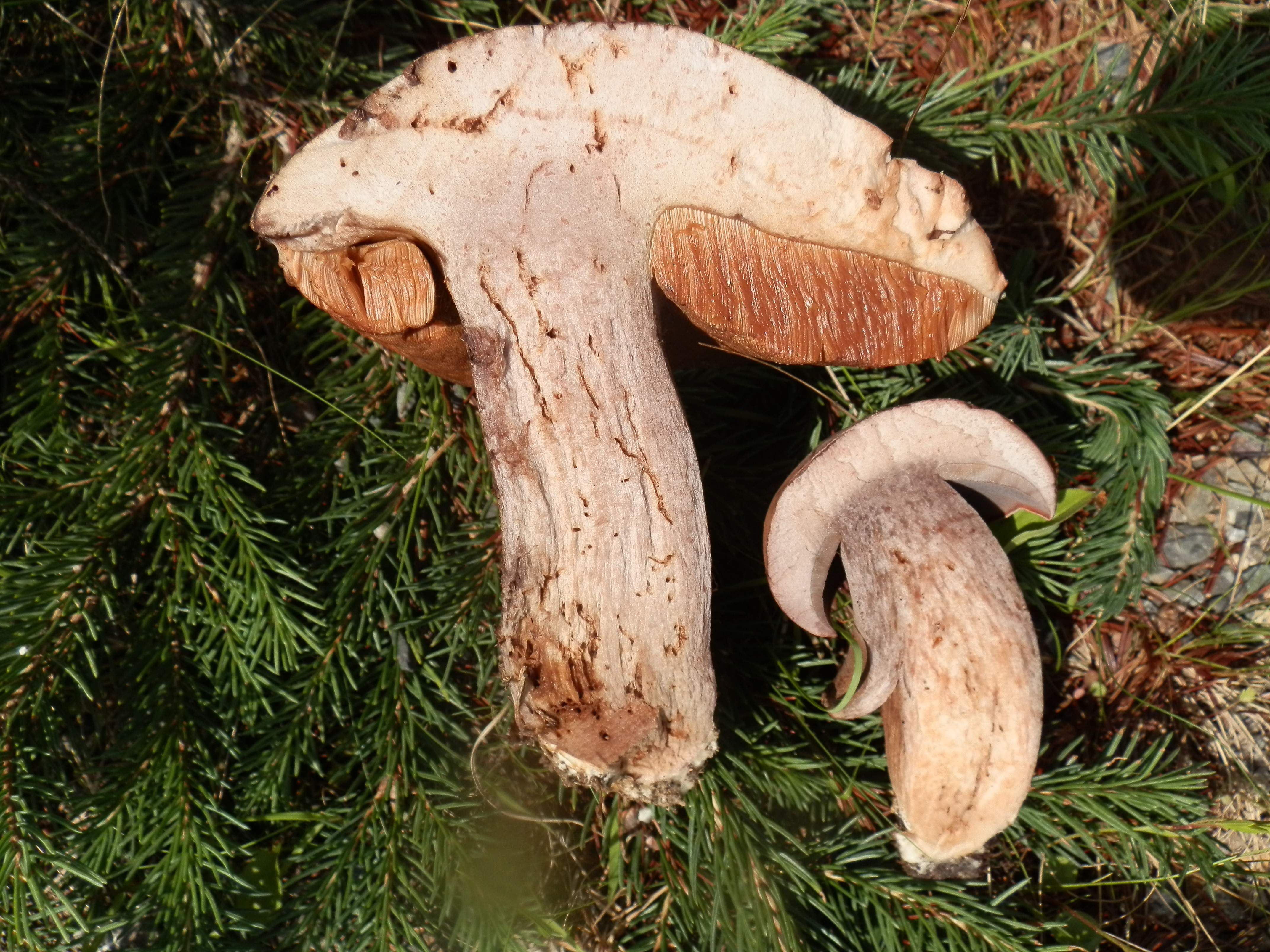
Um basidioma cortado.

Os basidiomas têm píleos que são inicialmente convexos, tornando-se mais tarde amplamente convexos a mais ou menos planos, com um diâmetro de 5 a 12 cm. A superfície do píleo é seca a levemente pegajosa, com uma textura que varia de lisa a um pouco felpuda. Sua cor é marrom-arroxeada a marrom-acinzentada a marrom-avermelhada; os espécimes jovens geralmente são cobertos por uma fina camada esbranquiçada (um revestimento delicado e pulverulento). A carne é esbranquiçada e mancha-se lentamente de marrom-acinzentado quando é cortada ou ferida. Não tem odor característico e tem um sabor suave a levemente amargo. Na parte inferior do píleo, a superfície dos poros é marrom chocolate escuro a marrom púrpura e mancha de marrom escuro quando machucada. Existem até 3 poros quase circulares por milímetro; os tubos têm de 0,9 a 2,2 cm de profundidade. O estipe sólido mede de 4,5 a 9 cm de comprimento por 1 a 4 cm de espessura. Sua cor é semelhante à do píleo e tem uma superfície escorregadia com uma densa camada de crostas de cor púrpura a marrom-púrpura.

### Características microscópicas
A esporada é de cor rosada a marrom-avermelhada a marrom-âmbar. Os esporos, lisos e translúcidos, têm formato fusiforme estreito e medem de 11 a 17 por 3,5 a 5 μm. As coletas feitas na Costa Rica têm esporos mais curtos (10,5 a 13,3 μm) e basidiomas menores do que o material do leste da América do Norte; o material da Guiana também tem esporos menores, medindo de 9,7 a 12 μm. Essas diferenças são atribuídas à variação clinal. Os basídios (células portadoras de esporos) têm formato de taco, quatro esporos e medem de 23 a 30 por 7 a 8 μm. Os cistídios nas bordas dos poros (queilocistídios) são estreitamente fusiformes, medindo de 20 a 30 por 7 a 8 μm. Os cistídios na superfície do poro (pleurocistídios) tem paredes finas, forma fusoide a inchada (ventricoso), com dimensões de 27-42 por 8-12 μm. Não há fíbulas nas hifas.

### Espécies semelhantes
O congênere australiano Sutorius australiensis produz basidiomas um pouco menores e mais escuros do que S. eximius. A espécie Tylopilus plumbeoviolaceus é encontrada no leste da América do Norte e na Coreia; tem aparência semelhante, mas pode ser distinguida por seu estipe mais suave, cores menos marrons e sabor amargo. T. alboater, tem um píleo preto a marrom-acinzentado e cresce em florestas decíduas. T. violatinctus, encontrado no leste da América do Norte, tem poros esbranquiçados, um estipe liso e um píleo um pouco mais pálido do que S. eximius.

## Habitat e distribuição
Os cogumelos crescem no solo isoladamente ou espalhados entre as folhas. Uma espécie micorrízica, foi registrada crescendo em associação com plantas de vários gêneros, incluindo Dicymbe, Dipterocarpus, Fagus, Hopea, Quercus, Shorea e Tsuga. A espécie foi registrada na América do Norte (no leste, de junho a setembro), Costa Rica e Indonésia. Na Costa Rica, onde geralmente se associa aos carvalhos endêmicos Quercus seemannii e Q. copeyensis, pode ser localmente abundante na Cordilheira Central e na Cordilheira de Talamanca. Outros locais com coletas, mas que não foram confirmadas por análise de DNA, incluem a Guiana, o Japão, a China. Embora tenha sido relatada na Tailândia, a análise molecular das coletas tailandesas sugere que elas representam uma espécie distinta, ainda sem nome.

## Comestibilidade
Normalmente é considerado um cogumelo comestível e listado como tal em vários guias de campo da América do Norte. Charles McIlvaine e Louis Krieger escreveram favoravelmente sobre as propriedades comestíveis do cogumelo, mas uma série de envenenamentos relatados na região da Nova Inglaterra e no leste do Canadá lançaram dúvidas sobre sua comestibilidade. De acordo com Greg Marley, o autor Roger Phillips foi o primeiro a incluir um aviso de toxicidade em seu livro Mushrooms of North America (Cogumelos da América do Norte), de 1991. Apesar de seu status revisado na América do Norte, o cogumelo continua sendo um dos fungos mais comuns usados como alimento pelos habitantes da região das montanhas Hengduan [en], no sudoeste da China.

## Química
As tilopilusinas são novos compostos pigmentares de bisfenol isolados dos basidiomas de Sutorius eximius. As tilopilusinas A e B foram identificadas em 2012, enquanto a tilopilusina C foi relatada um ano depois. Outros compostos relatados como presentes nos basidiomas incluem a giroporina e o ácido cafeico.

## Links externos
- Sutorius eximius em Index Fungorum